# ANC Youth League
ANC Youth League (ANCYL) ist die Jugendorganisation des Afrikanischen Nationalkongresses (ANC) und mit etwa 360.000 Mitgliedern die größte in Südafrika. Sie wurde von Nelson Mandela, Walter Sisulu, Oliver Tambo und anderen 1944 gegründet.

## Ziele
Das Manifest von 1944, das beim nationalen Kongress des ANC in Bloemfontein 1943 verabschiedet wurde, stellte den Kampf für Entwicklung, Fortschritt und nationale Befreiung heraus. Die Jugendliga sollte den allumfassenden, nationalen Charakter des ANC bestärken und zugleich die Ziele der Bewegung klarer definieren sowie alle Jugendgruppen, die gegen die Apartheid kämpften, koordinieren. Mit einem Manifest im Jahre 1948 lehnte die Organisation die nationalistische Position „Afrika den Afrikanern“ ab. Stattdessen bekannte sie sich zu einem Südafrika mit Menschen unterschiedlicher geographischer und ethnischer Herkunft. Im Hintergrund verhandelte man bislang bestehende Differenzen mit dem Transvaal Indian Congress. Dabei ging es um die Formen und das Maß der gesellschaftlichen Mitwirkung unter den Rahmenbedingungen der eingeschränkten Bürgerrechte, wo eine Beteiligung aus dem Kreise der indischstämmigen Politikern konsequent abgelehnt wurde. Zu den Kernthesen im Manifest von 1948 gehörte die Schaffung einer „vereinten Nation“, die „Ablösung der ausländischen Vorherrschaft und Führung“ sowie das Erreichen von Bedingungen für die Afrikaner, die „einen eigenen Beitrag zum menschlichen Fortschritt und Wohlergehen“ ermöglichen sollen.
Nach der Verfassung von 2011 ist die Schaffung eines geeinten, nicht-rassistischen, nicht-sexistischen und wohlhabenden Südafrika Ziel der ANCYL. Darüber hinaus verpflichtet sie sich zur Verteidigung der Demokratie, zum sozialen Wandel und zum Patriotismus.

## Organisation
Die ANCYL nutzt die gleichen Farben wie der ANC: schwarz, grün und gold. Ihr rundes Logo besteht aus drei Händen, die einen Speer, einen Hammer und ein Buch halten. Die rote Farbe des Logos vor goldenem Hintergrund soll an das Blut der Kämpfer gegen die Apartheid erinnern. In der ANCYL kann jeder südafrikanische Jugendliche zwischen 14 und 35 Mitglied werden, der die Ziele der Organisation teilt und unterstützt. Es gibt einen Beitrittsbetrag sowie einen jährlichen Mitgliedsbeitrag. Frauen, die über 18 und Mitglied der ANCYL sind, sollen sich in der ANC Women’s League engagieren.

### Komitees
Auf nationaler Ebene ist der Nationalkongress das höchste Organ, dessen Delegierte einmal im Jahr zusammenkommen. Er wählt das nationale Exekutivkomitee (NEC), das aus dem Präsidenten, dem Vizepräsidenten, einem Generalsekretär, einem stellvertretenden Generalsekretär einem Schatzmeister sowie 30 gewählten Führungspersonen aus den Provinzen besteht.
Auf Landesebene ist der Provinzkongress das oberste Organ. Er wählt den Landesvorstand (PEC), der sich aus dem Provinzvorsitzenden, einem Stellvertreter, einem Sekretär, einem Schatzmeister und weiteren 20 Mitgliedern zusammensetzt. Darunter sind noch die Regionalversammlungen und -komitees (REC) installiert. Die niedrigste Organisationsebene sind Zweigstellen, die die Basisarbeit vor Ort leisten.

### Aktuelles NEC
Nach dem endgültigen Parteiausschluss von Julius Malema am 24. April 2012 wurde die ANCYL von Vizepräsident Ronald Lamola geführt. Auch die Posten von Generalsekretär Sandiso Magaqa und Sprecher Jugendliga Floyd Shivambu, die ebenfalls ausgeschlossen wurden, waren vakant. Am 2. Mai 2012 teilte eine Sprecherin der ANCYL mit, die Webseite sei gefälscht worden, die ganze Liga stehe geschlossen hinter dem NEC. Zum NEC gehörten damit neben Lamola Schatzmeister Pule Mabe, der Anfang Mai 2012 von seinem Amt suspendiert wurde, jedoch weiter auf der Webseite geführt wurde, und der stellvertretende Generalsekretär Kenetswe Mosenogi.

## Julius Malema als Präsident
Nach dem Amtsantritt von Julius Malema als Präsident 2008 war die ANCYL öfter in den Schlagzeilen. Schon bei seiner Wahl soll es zu Unregelmäßigkeiten gekommen sein. Im September 2011 wurde Malema des Aufrufs zum Hass für schuldig befunden, nachdem er das Lied Shoot the Boer (dt.: Erschießt die Buren) gesungen hatte. Nach der Ermordung des Rechtsextremen Eugène Terre’Blanche im April 2010 verschärfte sich die Lage zwischen weißen Extremisten und der ANCYL, nachdem Malema erneut Shoot the Boer angestimmt hatte.

### Parteiausschlüsse
Im November 2011 wurde Malema nach einem parteiinternen Disziplinarverfahren für fünf Jahre vom ANC ausgeschlossen; die ANCYL wies die Vorwürfe und Ausschluss zurück und drohte mit dem Sturz von Präsident Jacob Zuma. Unterstützung erhielten Malema und die ANCYL von Moeletsi Mbeki, dem Bruder von Thabo Mbeki, der von einem unfairen Verfahren und den richtigen Fragen, die die Jugendliga stellte, sprach. Am 29. Februar 2012 wurde Malema aus dem ANC ausgeschlossen. Er schwor, den ANC niemals zu verlassen und wird weiterhin als Präsident der Jugendorganisation geführt. Am 5. März 2012 gab ein Sprecher der ANCYL bekannt, dass Malema Berufung gegen den Ausschluss einlegen wird und dabei sowohl vom Nationalkomitee als auch von den Provinzkomitees und der ganzen League unterstützt werde; der Einspruch erfolgte am 14. März 2012.
Nach Presseberichten sollte auch Pule Mabe, der Schatzmeister der Jugendliga, suspendiert worden und mit einem Disziplinarverfahren bedroht sein; er galt als möglicher Nachfolger Malemas. Ebenfalls am 5. März 2012 erklärte das Nationalkomitee der ANCYL, dass die Jugendliga von der Presseberichterstattung zu Mabe und Malema „angewidert“ sei, sprach von einer „Desinformationskampagne“ und forderte von mehreren großen Zeitungen, unter anderem vom Sowetan und der Times, eine Entschuldigung. Bis dahin sollten Mitglieder des ANCYL diese Zeitungen ignorieren. Mabe selbst äußerte sich in einer Presseerklärung der ANCYL und sprach von „böswilligen Gerüchten“ gegen ihn und die League, deren Zweck die Unterminierung der Organisation und Verhinderung der wirtschaftlichen Freiheit des Landes seien. Malema nannte er den „Oberbefehlshaber der wirtschaftlichen Freiheit“.
Der Sprecher der ANCYL, Shivambu, wurde Ende Februar 2012 wegen Verstoßes gegen die Verfassung des ANC für drei Jahre aus der Partei ausgeschlossen, nachdem er gegenüber einem Journalisten fluchte und über einen Regimewechsel in Botswana spekulierte. Darüber hinaus wurde ihm der Rücktritt von seinem Amt als Sprecher nahegelegt. Zugleich wurde auch Generalsekretär Sindiso Magaqa wegen abfälliger Äußerungen gegenüber Minister Malusi Gigaba für drei Jahre suspendiert. Sowohl Shivambu als auch Magaqa legten am 14. März 2012 dagegen Einspruch ein, Magaqa entschuldigte sich am 10. März 2012 über die Homepage der ANCYL bei Malusi. Am 24. April 2012 wurden die Widersprüche von Malema, Magaqa und Shivambu abgewiesen und alle drei aus der Partei ausgeschlossen.

### ANC gegen ANCYL
Die Spannungen zwischen dem ANC und ihrer Jugendorganisation verschärften sich Mitte März 2012. Nachdem Jacob Zuma in Port Elizabeth gesagt hatte, die ANCYL müsse sich weiterentwickeln, wenn die disziplinarischen Maßnahmen einmal beschlossen seien, veröffentlichte die Jugendliga eine Pressemitteilung, in der dem ANC und insbesondere Zuma Respektlosigkeit und bewusste Unterlaufung der Partei vorgeworfen wurde. Bei einer Veranstaltung in Khayelitsha am 16. März 2012 demonstrierten Mitglieder des ANC gegen Malema und die ANCYL. Bei einer Kundgebung am 25. März 2012 unterstützte Vizepräsident Kgalema Motlanthe die ANCYL, die „militant, kreativ und entschlossen“ sein müsse. Nach der sofortigen Suspendierung Malemas von seinen Ämtern und aus der Partei am 4. April 2012 wurde eine Spaltung von ANC und ANCYL oder innerhalb der ANCYL als möglich angesehen. Angesichts der Möglichkeit, dass Malema vor dem Berufungskomitee scheitern könnte, dachte ein Teil des NEC laut über einen neuen Präsidenten nach, ein anderer Teil favorisierte eine „Wahrheitskommission“, die die Gründe für ein Missverhalten und nach Lösungen für Probleme suchen soll. Ein Großteil der Provinzkomitees stellte sich hinter Malema. Der Ausschluss Malemas am 24. April 2012 wurde als vorläufiger Höhepunkt, nicht jedoch als Ende des Machtkampfes innerhalb des ANC interpretiert. Ronald Lamola, der nach dem Parteiausschluss von Malema als Vizepräsident die Jugendliga führte, sagte in einem Interview, dass sich nichts geändert habe und Malema noch immer Präsident der ANCYL sei; gleiches gelte für Magaqa. Wenn das geschäftsführende Komitee des ANC den Ausschluss nicht zurücknehme, werde man den Kampf bei der Konferenz in Mangaung im Dezember 2012 weiterführen.
Ziel der Malema-Fraktion war es, Zuma als Parteivorsitzenden zu entfernen. Zur Unterstützung von Malema wurde bereits während des Disziplinarverfahrens eine Gruppe namens Friends of the Youth League (FYL) ins Leben gerufen, die 600 Mitglieder aus der ANCYL und dem ANC hatte. Die Provinzkomitees der ANCYL signalisierten zum Teil ihre Unterstützung, zum Teil distanzierten sie sich klar von der Gruppe und Malema. Die ausdrückliche Unterstützung des NEC von Malema als Präsidenten der ANCYL trotz seines Parteiausschlusses wurde als klare Herausforderung des ANC und seiner Disziplinargewalt gewertet. In einer gemeinsamen Erklärung stellten Malema, Magaqa und Shivambu heraus, dass sie mit den Entscheidungen der Komitees, die aufgrund falscher politischer Absichten getroffen worden seien, nicht übereinstimmten und weiterhin für die ANCYL aktiv bleiben wollten; im Weiteren forderten sie die Mitglieder auf, geschlossen hinter der gewählten Führung zu stehen.

## Präsidenten
- 1944–1947 Anton Muziwakhe Lembede[41]
- 1947–1950/51 Ashby Peter Solomzi Mda[42]
- 1951[43]–1953 ? Nelson Mandela[44][45]
- 1961–1991 Bann und Exil. Die ANCYL existiert nicht mehr; 1966 gründet Thabo Mbeki in London die ANC Youth and Student Section (ANCYSS)[46]
- 1987–1991 Jacob Selebi (im Exil)[47]
- 1991–1994 Peter Mokaba[44]
- 1994–1996 Mlungisi Johnson[44]
- 1996–2004 Malusi Gigaba
- 2004–2008 Fikile Mbalula
- 2008–2012 Julius Malema
- 2015–2019 Collen Maine
- seit 2023 Collen Tlhologelo Malatji